# Ostatnie naboje

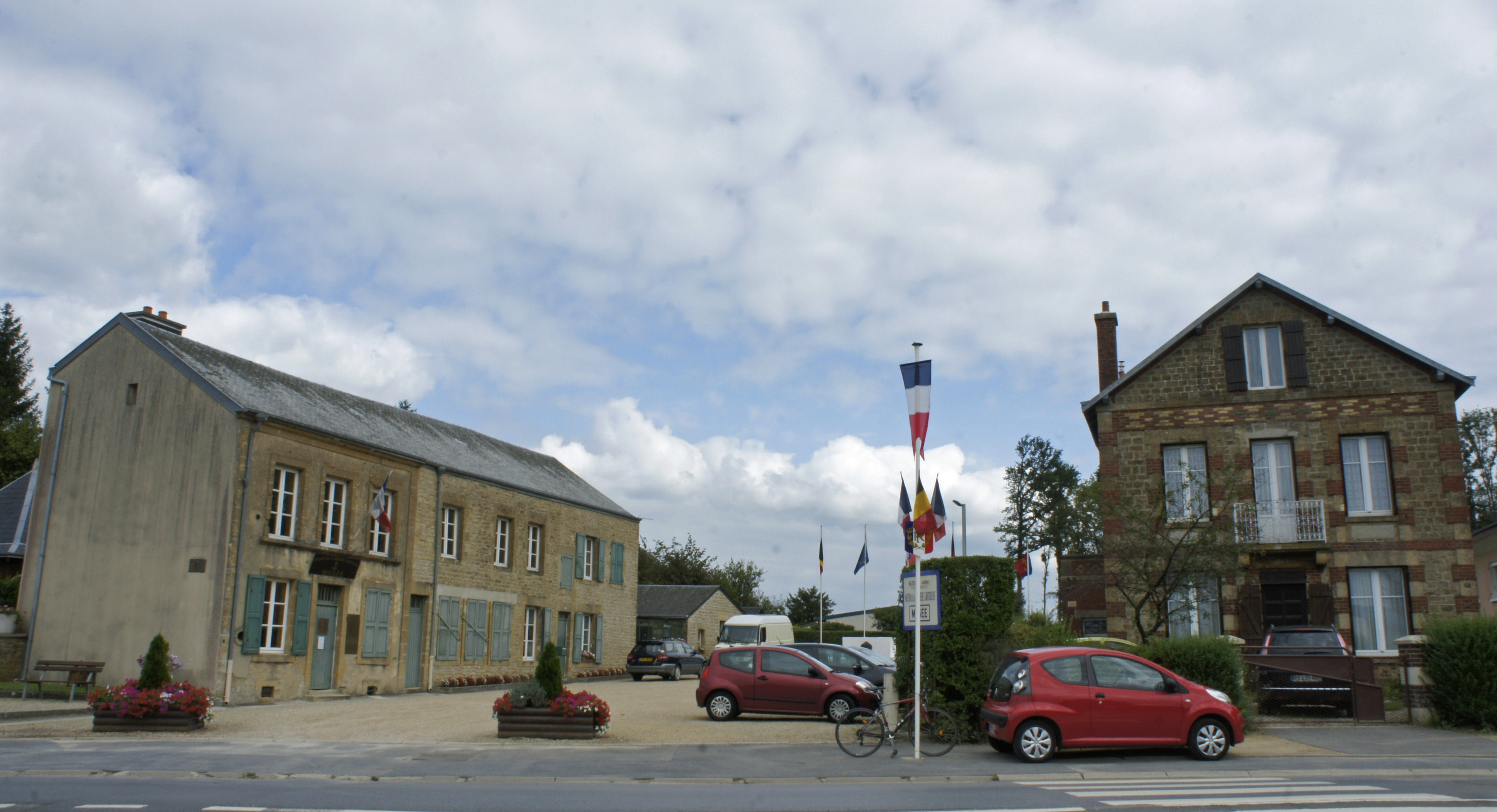
Po lewej widoczny jest budynek w którym we wrześniu 1870 roku, doszło do bohaterskiej dla Francuzów bitwy z Bawarczykami. Obecnie siedziba muzeum

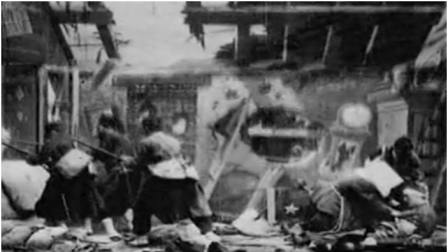
Kadr z filmu Georges’a Mélièsa

Ostatnie naboje (fr. Les Dernières Cartouches) – obraz olejny namalowany przez francuskiego malarza i ilustratora Alphonse’a de Neuville’a w 1873 roku, znajdujący się w zbiorach Maison de la dernière cartouche w Bazeilles.

## Opis
Scena przedstawiona na obrazie przywołuje głęboki smutek bohaterskich, ale tragicznych wydarzeń, które miały miejsce podczas bitwy pod Bazeilles stoczonej we wrześniu 1870 roku, tuż przed bitwą pod Sedanem w czasie wojny francusko-pruskiej, w wyniku której skapitulował cesarz Francuzów Napoleon III. Francuscy żołnierze odparli dwa ataki bawarskich żołnierzy (sprzymierzonych z Prusami) i zabarykadowali się w ostatnim budynku w Bazeilles. Po bohaterskiej walce trwającej trzy godziny, Francuzi po wystrzeleniu wszystkich nabojów, zostali zmuszeni do poddania się. W bitwie pomagali im cywile, którzy również stali się celem ataków bawarskich żołnierzy. Około piętnastu z około pięćdziesięciu mężczyzn którzy zabarykadowali się w budynku przeżyło; zostali oszczędzeni przez Bawarczyków, jako wyraz szacunku za ich odwagę.
Na twarzach żołnierzy widoczne jest napięcie oraz ich desperackie gesty, w duszącej atmosferze przedstawionej sceny. Rozproszone światło które wpada do pomieszczenia przez okno zabite deskami, miesza się z szarym pyłem i prochem strzelniczym, rozsypanym przez karabinowe strzały. Neuville zadbał o szczegóły (roztrzaskany karabin, gruz na ziemi, rozbite drzwi i przewrócone krzesło) i doskonale oddał postawę żołnierzy, którzy albo czekają w udręce, strzelają z zaciekłą determinacją przez okno, albo leżą na ziemi wyczerpani walką.

## Muzeum i film
Pod koniec wojny dom w Bazeilles został przekształcony w miejsce pamięci, a jego właściciel zbudował małe muzeum, które w 2005 roku odnowiono. Obecnie posiada stałą wystawę artefaktów wojskowych z wojny francusko-pruskiej, a także obraz Neuville’a.
W 1897 roku francuski iluzjonista, reżyser i producent filmowy Georges Méliès nakręcił niemy film Les dernières cartouches (pol. Ostatnie naboje), inspirowany obrazem Alphonse’a de Neuville’a. 